# Бомон-де-Пертюи
Бомон-де-Пертюи (фр. Beaumont-de-Pertuis) — коммуна во французском департаменте Воклюз региона Прованс — Альпы — Лазурный Берег. Относится к кантону Пертюи.

## Географическое положение
Бомон-де-Пертюи расположен в 75 км к юго-востоку от Авиньона. Соседние коммуны: Корбьер на востоке, Сен-Поль-ле-Дюранс на юге, Мирабо и Ла-Бастидонн на юго-западе, Грамбуа и Ла-Бастид-де-Журдан на северо-западе.

### Гидрография
На востоке коммуны протекает Дюранс, ручей Сен-Марсель (протяжённостью 10 км), берущий начало у близлежащей фермы л’Арнод, питается многочисленными ручьями и впадает в Дюранс. На западе территорию коммуны пересекает Эз, правый приток Дюранса.

## Демография
Население коммуны на 2010 год составляло 1055 человек.
| 1962 | 1968 | 1975 | 1982 | 1990 | 1999 | 2010 |
| ---- | ---- | ---- | ---- | ---- | ---- | ---- |
| 492  | 631  | 601  | 658  | 788  | 934  | 1055 |

## Достопримечательности
- Памятник французам, погибшим в Первую мировую войну, 1923 год.
- Статуя Сент-Эшера Лионского при гроте, бывшее место паломничества.
- Церковь Сен-Жан-Батист, в романском стиле.
- Часовня Нотр-Дам-де-Бовуар, вторая половина XI века.
- Остатки часовни Сен-Круа, XIII век, закрыта в XVIII веке.